# 盖尔河谷圣斯特凡
蓋爾河谷圣斯特凡（德語：Sankt Stefan im Gailtal）是奥地利克恩顿州黑马戈尔县的一个市镇。总面积66.33平方公里，总人口1777人，人口密度26.8人/平方公里（2001年）。